# トランジスタGガール
「トランジスタG（グラマー）ガール」は、TOKIOの30作目のシングル。2004年（平成16年）3月3日にユニバーサルミュージック）から発売、2009年（平成21年）6月24日にジェイ・ストームから再発売された。

## 解説
作詞・作曲を横山剣が手がけており、楽曲の舞台が神奈川県になっているため、歌詞に「葉山町」、藤沢市の「江ノ島」、「横須賀市」が出てくる。また、後に自身のバンド「クレイジーケンバンド」のアルバム『Soul Punch』で、「Transistor Gramour Girl」としてセルフカバーしている。
ジャケットが異なる初回盤と通常盤の2形態で発売され、初回盤には｢TOKIO PROJECT 2004｣の応募ハガキが封入されている。

## 収録曲
1. トランジスタG（グラマー）ガール [4:02] 
作詞・作曲・編曲：横山剣
  - 日本テレビ系ドラマ『彼女が死んじゃった。』主題歌[1]
2. 花唄（Acoustic version）[4:23] 
作詞：TAKESHI、作曲：鈴木秋則、編曲：TOKIO・KAM
  - 25thシングルのアコースティックバージョン
3. トランジスタG（グラマー）ガール（Backing Track）[4:04]
4. Julia（Piano version）[5:17] 
作詞・作曲：ジョー・リノイエ、編曲：国分太一
  - 12thシングルのピアノバージョン

ボーナストラックとして収録。

## 映像作品
トランジスタG（グラマー）ガール
- 5 ROUND II
- 僕の恋愛事情と台所事情（初回盤A）
- OVER/PLUS